# Уттаркаши
Уттаркаши (англ. Uttarkashi) — город в индийском штате Уттаракханд в регионе Гархвал. Административный центр округа Уттаркаши. Город расположен на берегах реки Бхагиратхи на высоте над уровнем моря в 1352 метра.
Согласно всеиндийской переписи 2001 года, в городе проживало 16 220 человек, из которых мужчины составляли 57 %, женщины — 43 %. Уровень грамотности взрослого населения составлял 78 %, что выше среднеиндийского уровня (59,5 %). Среди мужчин уровень грамотности равнялся 83 %, среди женщин — 71 %. 11 % населения составляли дети до 6 лет.